# Queen's Funeral Procession at Cowes
Queen's Funeral Procession at Cowes è un cortometraggio muto del 1901 diretto da Cecil M. Hepworth
Il film documenta alcune scene del funerale della regina Vittoria. Gran parte delle cerimonie che accompagnarono l'evento furono riprese da Hepworth in una serie di brevi cortometraggi che coprono la giornata.

## Produzione
Il film fu prodotto dalla Hepworth. Le cerimonie funebri si tennero il 2 febbraio 1901. La regina, morta il 22 gennaio, sarebbe stata tumulata - dopo due giorni di lutto nazionale - nel Mausoleo Frogmore.

## Distribuzione
Distribuito dalla Hepworth, il documentario - un cortometraggio della lunghezza di 53,3 metri - presumibilmente uscì nelle sale cinematografiche britanniche nel 1901.
Non si hanno altre notizie del film che si ritiene perduto, forse distrutto nel 1924 quando il produttore Cecil M. Hepworth, ormai fallito, cercò di recuperare l'argento del nitrato fondendo le pellicole.